# Raymond de Biolley (1789-1846)
Burggraaf Raymond Jean François de Biolley (Verviers, 10 februari 1789 - aldaar, 22 mei 1846) was een Belgisch senator.

## Biografie

### Familie
Raymond de Biolley was een telg uit de familie De Biolley. Hij was een zoon van textielfabrikant François Biolley en Marie-Claire Tossaint de Neumoulin dite Godin, telg uit het geslacht Godin. Hij trouwde in 1817 in Verviers met Marie-Isabelle Simonis (1799-1865), dochter van industrieel Iwan Simonis. Ze kregen drie zoons en vier dochters, onder wie Emmanuel de Biolley en Marie-Anne de Biolley, die trouwde met Theodoor de T'Serclaes de Wommersom. Hun andere dochters trouwden met telgen uit de families Van der Straten Ponthoz en De Pinto.
Hij was een oom van Alfred Simonis, industrieel, provincieraadslid van Luik, volksvertegenwoordiger en voorzitter van de Senaat.
In 1843 verkreeg hij opname in de adel met de titel van burggraaf, overdraagbaar op al zijn mannelijke afstammelingen.

### Loopbaan
Hij bestuurde de fabriek Maison François Biolley et fils in Verviers en Kamerijk. Hij was ook directeur van de Generale Maatschappij van België.
Van 1820 tot 1830 was hij lid van de Provinciale Staten van Luik. Bij de eerste wetgevende verkiezingen in het Koninkrijk België in 1831 werd hij verkozen als katholiek senator voor het arrondissement Verviers. Hij oefende dit mandaat uit tot aan zijn dood.
De Biolley was:
- lid van de vrijmetselaarsloge Les Philadelphes in Verviers,
- voorzitter van de Chambre de commerce et des fabriques de Verviers,
- voorzitter van de Société d'harmonie de Verviers,
- voorzitter van de Studiecommissie voor de oprichting van de Saint-Remacclekerk,
- stichter van de École des grandes Rames et Saucy in Verviers,
- stichter van de École Saint-Remacle in Verviers,
- stichter van de menslievende vereniging Heilige Franciscus Regis,
- bestuurder van het Industriemuseum,
- stichter van de arbeiderswoonsten in Verviers.